# R.o.r/s
r.o.r/s是奧井雅美與米倉千尋組成的音樂團體。團體的名稱是reflection of renaissance/sounds（文藝復興的反動之聲）的簡稱。
r.o.r/s的組成是因2003年下半年內所限定的活動而成，在八月發行首張大張單曲「Candy Lie」，而12月27日則舉行最初也是最後的一場公開演唱會。
奧井與米倉雖然擅長獨自作詞、作曲，但在r.o.r/s團體中也是全心投入唱歌，為其最大的特徵。

## 唱片
- 1st Maxi Single「Candy Lie」 KICM-91082（限定盤附DVD）/KICM-1082 2003年8月27日

Candy Lie／Deep Deep／Candy Lie[STKG100 Mix]
- 2nd Maxi Single「Tattoo Kiss」 KICM-1087 2003年10月22日

Tattoo Kiss（電視動畫「萬花筒之星」嶄新之翼篇主題曲）／escape（電視動畫「萬花筒之星」嶄新之翼篇片尾曲）／Tattoo Kiss～The Power Of My Kiss
- 1st Album 「dazzle」 KICS-1037 2003年12月26日

1. 感傷不感情（作詞：園田凌士／作曲・編曲：）
2. CRY-MAX（作詞：MIZUE／作曲：原一博・炭田慎也／編曲：）（「DRIVE A GOGO!」片尾曲）
3. Candy Lie（作詞：MIZUE／作曲：原一博／編曲：）
4. 秘密（作詞：MIZUE／作曲・編曲：）
5. Fly（作詞：DREAMFIELD／作曲・編曲：）
6. Deep Deep（作詞：MIZUE／作曲：原一博／編曲：家原正樹）
7. Place（作詞：MIZUE／作曲・編曲：）
8. escape（作詞：MIZUE／作曲・編曲：）
9. platinum egoism（作詞：MIZUE／作曲・編曲：）
10. Tattoo Kiss（作詞：MIZUE／作曲：DREAMFIELD／編曲：）
11. Cross pain（作詞：園田凌士／作曲：／編曲：HΛL）
12. DEVIL（作詞：DREAMFIELD・MIZUE／作曲：DREAMFIELD／編曲：REO）

## 外部連結
- r.o.r/s（页面存档备份，存于） Starchild內的官方網頁